# Force It
Force It – czwarty studyjny album brytyjskiego zespołu UFO. Wydany w lipcu 1975 roku przez Chrysalis Records. 

## Lista utworów
| 1. | „Let It Roll”                              | 3:54  |
|    |                                            |       |
| 2. | „Shoot, Shoot”                             | 3:37  |
|    |                                            |       |
| 3. | „High Flyer”                               | 4:06  |
|    |                                            |       |
| 4. | „Love Lost Love”                           | 3:19  |
|    |                                            |       |
| 5. | „Out In The Street”                        | 5:14  |
|    |                                            |       |
| 6. | „Mother Mary”                              | 3:49  |
|    |                                            |       |
| 7. | „Too Much Of Nothing”                      | 4:02  |
|    |                                            |       |
| 8. | „Dance Your Life Away”                     | 3:35  |
|    |                                            |       |
| 9. | „This Kid's” (including Between The Walls) | 6:13  |
|    |                                            |       |
|    |                                            | 37:49 |
|    |                                            |       |

## Twórcy
Źródło
- Phil Mogg – śpiew
- Andy Parker – perkusja
- Michael Schenker – gitara
- Pete Way – gitara basowa
- Chick Churchill – instrumenty klawiszowe (udział w nagrywaniu płyty jako muzyk sesyjny)

## Single
- "Shoot Shoot" / "Love Lost Love" (1971)
- "High Flyer" / "Let It Roll" (1971)